# Lijst van voetbalinterlands Brazilië - Duitsland
Deze lijst van voetbalinterlands is een overzicht van alle officiële voetbalwedstrijden tussen de nationale teams van Brazilië en Duitsland. De landen speelden tot op heden 23 keer tegen elkaar. De eerste ontmoeting, een vriendschappelijke wedstrijd, werd gespeeld in Hamburg op 5 mei 1963. Het laatste duel, eveneens een vriendschappelijke wedstrijd, vond plaats op 27 maart 2018 in Berlijn.

## Wedstrijden
| №  | Plaats          | Datum            | Competitie                   | Wedstrijd                 | Uitslag |
| -- | --------------- | ---------------- | ---------------------------- | ------------------------- | ------- |
| 1  | Hamburg         | 5 mei 1963       | Vriendschappelijk            | West-Duitsland – Brazilië | 1 – 2   |
| 2  | Rio de Janeiro  | 6 juni 1965      | Vriendschappelijk            | Brazilië – West-Duitsland | 2 – 0   |
| 3  | Stuttgart       | 16 juni 1968     | Vriendschappelijk            | West-Duitsland – Brazilië | 2 – 1   |
| 4  | Rio de Janeiro  | 14 december 1968 | Vriendschappelijk            | Brazilië – West-Duitsland | 2 – 2   |
| 5  | West-Berlijn    | 16 juni 1973     | Vriendschappelijk            | West-Duitsland – Brazilië | 0 – 1   |
| 6  | Rio de Janeiro  | 12 juni 1977     | Vriendschappelijk            | Brazilië – West-Duitsland | 1 – 1   |
| 7  | Hamburg         | 5 april 1978     | Vriendschappelijk            | West-Duitsland – Brazilië | 0 – 1   |
| 8  | Montevideo      | 7 januari 1981   | Mundialito                   | Brazilië – West-Duitsland | 4 – 1   |
| 9  | Stuttgart       | 19 mei 1981      | Vriendschappelijk            | West-Duitsland – Brazilië | 1 – 2   |
| 10 | Rio de Janeiro  | 21 maart 1982    | Vriendschappelijk            | Brazilië – West-Duitsland | 1 – 0   |
| 11 | Frankfurt       | 12 maart 1986    | Vriendschappelijk            | West-Duitsland – Brazilië | 2 – 0   |
| 12 | Brasília        | 12 december 1987 | Vriendschappelijk            | Brazilië – West-Duitsland | 1 – 1   |
| 13 | Porto Alegre    | 16 december 1992 | Vriendschappelijk            | Brazilië – Duitsland      | 3 – 1   |
| 14 | Washington D.C. | 10 juni 1993     | Vriendschappelijk            | Brazilië – Duitsland      | 3 – 3   |
| 15 | Keulen          | 17 november 1993 | Vriendschappelijk            | Duitsland – Brazilië      | 2 – 1   |
| 16 | Stuttgart       | 25 maart 1998    | Vriendschappelijk            | Duitsland – Brazilië      | 1 – 2   |
| 17 | Guadalajara     | 24 juli 1999     | FIFA Confederations Cup 1999 | Brazilië – Duitsland      | 4 – 0   |
| 18 | Yokohama        | 30 juni 2002     | WK 2002                      | Brazilië – Duitsland      | 2 – 0   |
| 19 | Berlijn         | 8 september 2004 | Vriendschappelijk            | Duitsland – Brazilië      | 1 – 1   |
| 20 | Neurenberg      | 25 juni 2005     | FIFA Confederations Cup 2005 | Duitsland – Brazilië      | 2 – 3   |
| 21 | Stuttgart       | 10 augustus 2011 | Vriendschappelijk            | Duitsland – Brazilië      | 3 – 2   |
| 22 | Belo Horizonte  | 8 juli 2014      | WK 2014                      | Brazilië – Duitsland      | 1 – 7   |
| 23 | Berlijn         | 27 maart 2018    | Vriendschappelijk            | Duitsland – Brazilië      | 0 – 1   |

## Samenvatting
| Competitie              | Totaal gespeeld | Winst Brazilië | Gelijk | Winst Duitsland | Doelsaldo Brazilië – Duitsland |
| ----------------------- | --------------- | -------------- | ------ | --------------- | ------------------------------ |
| WK-eindronde            | 2               | 1              | 0      | 1               | 3 − 7                          |
| FIFA Confederations Cup | 2               | 2              | 0      | 0               | 7 − 2                          |
| Mundialito              | 1               | 1              | 0      | 0               | 4 − 1                          |
| Vriendschappelijk       | 18              | 9              | 5      | 4               | 27 − 21                        |
| Totaal                  | 23              | 13             | 5      | 5               | 41 − 31                        |

Wedstrijden bepaald door strafschoppen worden, in lijn met de FIFA, als een gelijkspel gerekend.

## Details

### 22ste ontmoeting
| Halve finale WK-eindronde (Belo Horizonte, Brazilië, 8 juli 2014):                                       |                 | |
| Brazilië                                                                                                 | 1 – 7           | Duitsland |
| Oscar 90'                                                                                                | goals (assists) | 11' Thomas Müller (Toni Kroos) 23' Miroslav Klose (Thomas Müller) 24' Toni Kroos (Philipp Lahm) 26' Toni Kroos (Sami Khedira) 29' Sami Khedira (Mesut Özil) 69' André Schürrle (Philipp Lahm) 79' André Schürrle (Thomas Müller) |
| Luiz Felipe Scolari                                                                                      | bondscoach      | Joachim Löw |
| Julio César Marcelo Dante David Luiz Maicon Fernandinho 46' Luiz Gustavo Oscar Bernard Hulk 46' Fred 69' | opstellingen    | Manuel Neuer Benedikt Höwedes 46' Mats Hummels Jérôme Boateng Philipp Lahm 76' Sami Khedira Bastian Schweinsteiger Toni Kroos Mesut Özil Thomas Müller 58' Miroslav Klose                                                        |
| Paulinho 46' Ramires 46' Willian 69'                                                                     | wissels         | 46' Per Mertesacker 58' André Schürrle 76' Julian Draxler |
| Dante 68'                                                                                                | gele kaarten    | |

### 23ste ontmoeting
| Vriendschappelijk (Berlijn, Duitsland, 27 maart 2018): |              | |
| Duitsland | 0 – 1        | Brazilië |
| | goals        | 37' Gabriel Jesus |
| Joachim Löw | bondscoach   | Tite |
| Kevin Trapp Joshua Kimmich Antonio Rüdiger Jérôme Boateng 68' Marvin Plattenhardt Ilkay Gündogan 81' Leon Goretzka 61' Toni Kroos Julian Draxler Mario Gómez 62' Leroy Sané 61'            | opstellingen | Alisson Becker Dani Alves Thiago Silva Miranda Marcelo Casemiro Willian Paulinho Fernandinho 73' Philippe Coutinho Gabriel Jesus |
| Julian Brandt 61' Lars Stindl 61' Sandro Wagner 62' Niklas Süle 68' Timo Werner 81' Marc-André ter Stegen Bernd Leno Mats Hummels Jonas Hector Matthias Ginter Sebastian Rudy Sami Khedira | wissels      | 73' Douglas Costa Neto Ederson Marquinhos Ismaily Fágner Rodrigo Caio Renato Augusto Fred Roberto Firmino Willian José Taison    |